# قطعنامه ۲۱۰۸ شورای امنیت
قطعنامه ۲۱۰۸ شورای امنیت سازمان ملل متحد سندی بین‌المللی دربارهٔ تنش‌ها در خاورمیانه است. این قطعنامه طی نشست شورای امنیت سازمان ملل متحد در تاریخ ۲۷ ژوئن ۲۰۱۳ میلادی با ۱۵ رأی موافق، ۰ مخالف و ۰ ممتنع به تصویب رسید.